# Laurence Pithie
Laurence Pithie (Christchurch, 17 luglio 2002) è un ciclista su strada e pistard neozelandese che corre per il team Red Bull-Bora-Hansgrohe; è professionista dal 2023.

## Palmarès

### Strada
- 2021 (Équipe Continentale Groupama-FDJ, una vittoria)

Classifica generale Baltic Chain Tour
- 2022 (Équipe Continentale Groupama-FDJ, due vittorie)

3ª tappa Tour de Normandie (Nonancourt > Elbeuf)
Grand Prix de la ville de Pérenchies
- 2023 (Groupama-FDJ, una vittoria)

Cholet-Pays de la Loire
- 2024 (Groupama-FDJ, una vittoria)

Cadel Evans Great Ocean Road Race

#### Altri successi
- 2021 (Équipe Continentale Groupama-FDJ)

1ª tappa New Zealand Cycle Classic (Masterton, cronosquadre)
Classifica a punti Baltic Chain Tour
Classifica giovani Baltic Chain Tour
- 2022 (Équipe Continentale Groupama-FDJ)

Classifica giovani New Zealand Cycle Classic

### Pista
- 2019

Campionati neozelandesi, Omnium Junior
Campionati del mondo, Omnium Junior
Campionati del mondo, Americana Junior (con Kiaan Watts)
Campionati oceaniani, Inseguimento individuale Junior
- 2020

Campionati neozelandesi, Inseguimento a squadre (con Hugo Jones, Joshua Scott e Ryan MacLeod)
Campionati neozelandesi, Americana (con Thomas Sexton)

## Piazzamenti

### Grandi giri
- Giro d'Italia

2024: 103º
- Tour de France

2025: 89º

### Classiche monumento
- Milano-Sanremo

2024: 15º
2025: 48º
- Giro delle Fiandre

2024: 39°
2025: 11°
- Parigi-Roubaix

2024: 7°
2025: ritirato

### Competizioni mondiali
- Campionati del mondo su strada

Glasgow 2023 - In linea Elite: ritirato
- Campionati del mondo su pista

Francoforte sull'Oder 2019 - Inseguimento a squadre Juniorea: 4º
Francoforte sull'Oder 2019 - Omnium Juniores: vincitore
Francoforte sull'Oder 2019 - Americana Juniores: vincitore
- Giochi olimpici

Parigi 2024 - Cronometro: 24º
Parigi 2024 - In linea: 39º